# Mikołajów (powiat piotrkowski)
Mikołajów – wieś w Polsce położona w województwie łódzkim, w powiecie piotrkowskim, w gminie Sulejów. Miejscowość wchodzi w skład sołectwa Klementynów. Wieś jest zamieszkiwana przez 25 mieszkańców.
Mieszkańcy zajmują się rolnictwem i ogrodnictwem. Znajdują się tutaj również ogródki działkowe mieszkańców pobliskich miast.
W latach 1975–1998 miejscowość administracyjnie należała do województwa piotrkowskiego.